# Suomessa syntynyt
Suomessa syntynyt, som är finska och betyder "Född i Finland", utkom 2004 och är ett finskspråkigt musikalbum av den sverigefinske artisten Markoolio.

## Låtlista
1. Taistellaan (samma melodi som Mera mål)
2. Markoolio tanssii (samma melodi som Markooliodansen)
3. Taas kaikki snoukkaa (Samma melodi som Vi drar till fjällen)
4. Nyt juhlia saa (samma melodi som Millennium 2)
5. En jaksa enempää (samma melodi som Jag orkar inte mer)
6. Astukaa paattiin (samma melodi som Båtlåten)
7. Rokkaan vaan (samma melodi som Rocka på)
8. Playback (samma melodi som Hoppa upp och ner)
9. Fanclub (samma melodi som Gör det igen)
10. Sixpack (samma melodi som Sommar och sol)
11. Urheilulle kaiken annan (samma melodi som Vi ska vinna)